# Bohuslav Zámečník
Bohuslav Zámečník (* 21. června 1948, Sokolov) je český adventistický duchovní.
Rodiče byli katolíci, otec přesídlil po válce z jižních Čech do Habartova a poté, když se oženil, do Sokolova. Rodiče konvertovali k Církvi adventistů sedmého dne, navštěvovali karlovarský sbor. Matka byla soukromá porodní asistentka a poté porodní sestra v Sokolovské nemocnici. Otec byl kovář. Kvůli svému náboženskému přesvědčení musel několikrát změnit pracovní místo. Pracoval na dolech a ve stavebnictví.
Bohuslav nemohl z náboženských důvodů studovat, vyučil se instalatérem a později jako dospělý elektrikářem. Pracoval na dolech a v 38 letech nastoupil duchovenskou práci, jako člen Církve adventistů sedmého dne. Působil jako kazatel a jako vězeňský kaplan.